# كويتينغو
كانت كويتينغوبلدية (كوميون) في مقاطعة بييلا في منطقة بيدمونت الإيطالية، وتقع على بعد 70 كيلومتر (43 ميل) شمال شرق تورينو و 4 كيلومتر (2 ميل) شمال غرب بييلا. اعتبارًا من 1 يناير 2016، ضمّت بلدية كامبيليا تشيرفو كل من كويتينغو و سان باولو تشيرفو المجاورتين.
بصفتها بلدية تتمتع بالحكم الذاتي، تحد كويتينغو البلديات التالية: كامبيليا تشرفو، موسو، ساليانو ميكا، سان باولو تشيرفو، فيلو.

## المدن التوأم - المدن الشقيقة
كويتينغو مدينة توأم مع:
- كاستيلمانيو، إيطاليا، منذ 1975